# Elkana (nederzetting)
Elkana (Hebreeuws: אֶלְקָנָה ) is een door zionistische Joden uit Israël gestichte Israëlische nederzetting op de Westelijke Jordaanoever. In 2011 telde deze 3746 inwoners.
Zoals iedere Israëlische nederzetting, is Elkana illegaal volgens internationaal recht.